# Carlo Edzardo della Frisia orientale
Carlo Edzardo della Frisia orientale (Aurich, 18 giugno 1716 – Aurich, 25 maggio 1744) fu principe della Frisia orientale dal 1734 alla propria morte.

## Biografia

### Gioventù
Carlo Edzardo era il quarto figlio di Giorgio Alberto della Frisia orientale e di sua moglie, Cristina Luisa di Nassau-Idstein.
L'infanzia di Carlo Edzardo venne contraddistinta da un clima di bigottismo e profondo ascetismo pietista introdotto da suo padre, e fin da bambino egli non poté mai disporre liberamente di spazi aperti o di opportunità di auto-sviluppo. Per il fatto che tutti i suoi fratelli erano morti prima di raggiungere il primo anno di vita, il padre aveva il timore che si potesse estinguere la linea maschile della propria casata e come tale la vita di Carlo Edzardo nella gioventù fu contraddistinta da un programma giornaliero preparato appositamente per lui dal padre al fine di dargli un assoluto rigore d'educazione.
Carlo Edzard era appassionato di diritto romano, storia medioevale e lingua francese, ma non ricevette mai una formazione militare, pur venendo nominato dal padre all'età di 10 anni al grado di colonnello a capo di una propria milizia.

### L'ascesa al trono
Il padre di Carlo Edzardo era gravemente malato da tempo, ma si premurò frettolosamente prima di morire di combinare il matrimonio del figlio con la principessa Sofia Guglielmina di Brandeburgo-Bayreuth che venne celebrato al castello di Berum il 25 maggio 1734.
Appena tre settimane dopo, il 12 giugno 1734, il padre di Carlo Edzardo morì ed egli si trovò di fatto a dover reggere il trono senza avere mai ricevuto un'adeguata educazione in merito. La morte precoce del padre, conferì al giovane principe una cospicua eredità che constava tra gli altri elementi del casino di caccia in Sandhorst e del castello principesco di Berum. Egli però non si interessò mai attivamente di politica e preferì vivere separato dagli affari di stato, il che fu una delle cause della riluttanza di alcune grandi città poste sotto il suo governo che si rifiutarono di rendergli omaggio alla sua ascesa al trono.
Carlo Edzardo morì improvvisamente il 25 maggio 1744 a soli 28 anni, quattro giorni dopo sua moglie, la principessa Sofia Guglielmina, la quale era morta dopo un aborto spontaneo, cancellando nel contempo le speranze di un erede. Le circostanze della sua morte, naturale o meno, non sono ad oggi state ancora accertate. Alla sua morte, i suoi domini passarono, per diritto ereditario, a Federico II di Prussia che più tardi li inglobò direttamente nelle dipendenze del Regno di Prussia.

## Ascendenza
|                                                        |                                     |                                                            | Genitori                                                  |  |  | Nonni |  |  | Bisnonni                                            |  |  | Trisnonni                                   |  |
|                                                        |                                     |                                                            |                                                           |  |  |       |  |  | 8. Georg Christian, principe della Frisia orientale |  |  | 16. Ulrich II, conte della Frisia orientale |  |
|                                                        |                                     |                                                            |                                                           |  |  |       |  |  | 8. Georg Christian, principe della Frisia orientale |  |  | 16. Ulrich II, conte della Frisia orientale |  |
|                                                        |                                     | 17. Juliane von Hessen-Darmstadt                           |                                                           |  |  |       |  |  | 8. Georg Christian, principe della Frisia orientale |  |  |                                             |  |
| 4. Christian Eberhard, principe della Frisia orientale |                                     |                                                            |                                                           |  |  |       |  |  | 8. Georg Christian, principe della Frisia orientale |  |  |                                             |  |
|                                                        |                                     | 9. Christine Charlotte von Württemberg                     | 18. Eberardo III di Württemberg                           |  |  |       |  |  |                                                     |  |  |                                             |  |
|                                                        |                                     | 9. Christine Charlotte von Württemberg                     | 18. Eberardo III di Württemberg                           |  |  |       |  |  |                                                     |  |  |                                             |  |
|                                                        |                                     | 9. Christine Charlotte von Württemberg                     | 19. Anna Katharina Dorothea von Salm-Kyrburg              |  |  |       |  |  |                                                     |  |  |                                             |  |
| 2. Georg Albrecht, principe della Frisia orientale     |                                     | 9. Christine Charlotte von Württemberg                     |                                                           |  |  |       |  |  |                                                     |  |  |                                             |  |
|                                                        |                                     | 10. Albrecht Ernst I, principe di Öttingen-Öttingen        | 20. Joachim Ernst, conte di Öttingen-Öttingen             |  |  |       |  |  |                                                     |  |  |                                             |  |
|                                                        |                                     | 10. Albrecht Ernst I, principe di Öttingen-Öttingen        | 20. Joachim Ernst, conte di Öttingen-Öttingen             |  |  |       |  |  |                                                     |  |  |                                             |  |
|                                                        |                                     | 10. Albrecht Ernst I, principe di Öttingen-Öttingen        | 21. Anna Dorothea von Hohenlohe-Neuenstein                |  |  |       |  |  |                                                     |  |  |                                             |  |
| 5. Eberhardine Sophie von Oettingen-Oettingen          |                                     | 10. Albrecht Ernst I, principe di Öttingen-Öttingen        |                                                           |  |  |       |  |  |                                                     |  |  |                                             |  |
|                                                        |                                     | 11. Christine Friederike von Württemberg                   | 22. Eberhard III, duca di Württemberg (= 18)              |  |  |       |  |  |                                                     |  |  |                                             |  |
|                                                        |                                     | 11. Christine Friederike von Württemberg                   | 22. Eberhard III, duca di Württemberg (= 18)              |  |  |       |  |  |                                                     |  |  |                                             |  |
|                                                        |                                     | 11. Christine Friederike von Württemberg                   | 23. Anna Katharina Dorothea von Salm-Kyrburg (= 19)       |  |  |       |  |  |                                                     |  |  |                                             |  |
| 1. Carl Edzard, principe della Frisia orientale        |                                     | 11. Christine Friederike von Württemberg                   |                                                           |  |  |       |  |  |                                                     |  |  |                                             |  |
|                                                        | 12. Johann, conte di Nassau-Idstein | 24. Ludwig II, conte di Nassau-Weilburg                    |                                                           |  |  |       |  |  |                                                     |  |  |                                             |  |
|                                                        | 12. Johann, conte di Nassau-Idstein | 24. Ludwig II, conte di Nassau-Weilburg                    |                                                           |  |  |       |  |  |                                                     |  |  |                                             |  |
|                                                        | 12. Johann, conte di Nassau-Idstein | 25. Anna Maria von Hessen-Kassel                           |                                                           |  |  |       |  |  |                                                     |  |  |                                             |  |
| 6. Georg August, conte di Nassau-Idstein               | 12. Johann, conte di Nassau-Idstein |                                                            |                                                           |  |  |       |  |  |                                                     |  |  |                                             |  |
|                                                        |                                     | 13. Anna von Leiningen-Dagsburg-Falkenburg                 | 26. Philipp Georg, conte di Leiningen-Dagsburg-Falkenburg |  |  |       |  |  |                                                     |  |  |                                             |  |
|                                                        |                                     | 13. Anna von Leiningen-Dagsburg-Falkenburg                 | 26. Philipp Georg, conte di Leiningen-Dagsburg-Falkenburg |  |  |       |  |  |                                                     |  |  |                                             |  |
|                                                        |                                     | 13. Anna von Leiningen-Dagsburg-Falkenburg                 | 27. Anna zu Erbach                                        |  |  |       |  |  |                                                     |  |  |                                             |  |
| 3. Christine Louise von Nassau-Idstein                 |                                     | 13. Anna von Leiningen-Dagsburg-Falkenburg                 |                                                           |  |  |       |  |  |                                                     |  |  |                                             |  |
|                                                        |                                     | 14. Albrecht Ernst I, principe di Öttingen-Öttingen (= 10) | 28. Joachim Ernst, conte di Öttingen-Öttingen (= 20)      |  |  |       |  |  |                                                     |  |  |                                             |  |
|                                                        |                                     | 14. Albrecht Ernst I, principe di Öttingen-Öttingen (= 10) | 28. Joachim Ernst, conte di Öttingen-Öttingen (= 20)      |  |  |       |  |  |                                                     |  |  |                                             |  |
|                                                        |                                     | 14. Albrecht Ernst I, principe di Öttingen-Öttingen (= 10) | 29. Anna Dorothea von Hohenlohe-Neuenstein (= 21)         |  |  |       |  |  |                                                     |  |  |                                             |  |
| 7. Henriëtte Dorothea von Oettingen-Oettingen          |                                     | 14. Albrecht Ernst I, principe di Öttingen-Öttingen (= 10) |                                                           |  |  |       |  |  |                                                     |  |  |                                             |  |
|                                                        |                                     | 15. Christine Friederike von Württemberg (= 11)            | 30. Eberhard III, duca di Württemberg (= 18, 22)          |  |  |       |  |  |                                                     |  |  |                                             |  |
|                                                        |                                     | 15. Christine Friederike von Württemberg (= 11)            | 30. Eberhard III, duca di Württemberg (= 18, 22)          |  |  |       |  |  |                                                     |  |  |                                             |  |
|                                                        |                                     | 15. Christine Friederike von Württemberg (= 11)            | 31. Anna Katharina Dorothea von Salm-Kyrburg (= 19, 23)   |  |  |       |  |  |                                                     |  |  |                                             |  |
|                                                        |                                     | 15. Christine Friederike von Württemberg (= 11)            |                                                           |  |  |       |  |  |                                                     |  |  |                                             |  |